# Карбид рения
Карбид рения — бинарное неорганическое соединение
рения и углерода
с формулой ReC,
кристаллы.

## Получение
- Сплавление стехиометрических количеств графита и металлического рения под давлением:

{\displaystyle {\mathsf {Re+C\ {\xrightarrow {800-1200^{o}C,6-18GPa}}\ ReC}}}
- Облучение лазером металлического рения в атмосфере метана [1].

## Физические свойства
Карбид рения образует кристаллы нескольких модификаций:
- гексагональная сингония, пространственная группа P 63/mmc, параметры ячейки a = 0,2844 нм, c = 0,985 нм, Z = 4, структура типа карбида молибдена γ-MoC, образуется при давлении 6÷15 ГПа;
- кубическая сингония, пространственная группа F m3m, параметры ячейки a = 0,4005 нм, Z = 4, структура типа хлорида натрия NaCl, образуется при давлении 18 ГПа[2].

При атмосферном давлении соединение метастабильно.